# CRISPR/Cpf1-Methode
Das CRISPR/Cpf1-Methode (englisch Clustered Regularly Interspaced Short Palindromic Repeats from Prevotella and Francisella) ist eine biochemische Methode zur Erzeugung von gentechnisch veränderten Organismen.

## Eigenschaften
Das CRISPR/Cpf1-System entstammt – wie auch das CRISPR/Cas9-System und das CRISPR/Cas12b-System – einem adaptiven antiviralen Abwehrmechanismus, dem CRISPR, jedoch aus den Gattungen Prevotella und Francisella. Wie bei diesem wurde und werden auf der Basis des Systems Methoden zur Nutzung des Systems als Werkzeug für die biotechnologische Forschung für verschiedene Organismen entwickelt.

## Vergleich mit Cas9
Im Vergleich zum CRISPR/Cas-System ist die beim CRISPR/Cpf1-System verwendete Endonuklease Cpf1 (auch Cas12a genannt) ein kleineres Enzym, das nur eine RNA als Vorlage benötigt (keine tracrRNA), um doppelsträngige DNA an einer gezielten Stelle zu schneiden. Weiterhin besitzt Cpf1 andere  Erkennungs- und Schnittstellen und erzeugt einen Basenüberhang an einem der beiden DNA-Stränge (sticky end), der möglicherweise die homologe Rekombination erleichtert. Wie für verschiedene Anwendungen des CRISPR/Cas-Systems, wurden auch für die Cpf1-basierten Genommanipulationen Patente angemeldet.
Unterschiede zwischen Cas9, Cpf1 und Cas12b
| Eigenschaft   | Cas9                           | Cpf1 (Cas12a)                    | Cas12b                       |
| ------------- | ------------------------------ | -------------------------------- | ---------------------------- |
| Struktur      | 2 RNA notwendig                | 1 RNA notwendig (keine tracrRNA) | 2 RNA notwendig              |
| Überhang      | keinen (blunt end)             | sticky end                       | sticky end                   |
| Schnittstelle | proximal zur Erkennungssequenz | distal zur Erkennungssequenz     | distal zur Erkennungssequenz |
| Zielsequenz   | G-reiches PAM                  | T-reiches PAM                    | T-reiches PAM                |
| Zelltyp       | teilende Zellen                | ruhende Zellen                   | unbekannt                    |